# Brokopondo (district)
Districtul Brokopondo  este una dintre cele 10 unități administrativ-teritoriale de gradul I ale statului Surinam.